# Hypercompe
Hypercompe és un gènere de lepidòpters ditrisis de la família dels erèbids (Erebidae), subfamília Arctiinae. N'hi ha més de 80 espècies en tot Amèrica. El nom Hypercompe té prioritat sobre Ecpantheria, que va ser publicat pel mateix autor un any més tard i, per tant, no és un nom vàlid.
Són típicament grans papallones amb ales blanques tacades amb negre; tenen un abdomen intensament acolorit que exposa quan se senten amenaçades. És una forma d'aposematisme. Produeixen substàncies químiques pudents, que llancen des de glàndules toràciques a potencials predadors.

## Taxonomia
- Hypercompe abdominalis - s'alimenten de Brassica, Veronica.

- Hypercompe albescens - s'alimenten de Musa.
- Hypercompe albicornis - s'alimenten de Helianthus, Luffa, Phaseolus.
- Hypercompe albiscripta
- Hypercompe alpha
- Hypercompe amulaensis
- Hypercompe andromela
- Hypercompe anomala
- Hypercompe atra
- Hypercompe bari
- Hypercompe beckeri
- Hypercompe bolivar
- Hypercompe brasiliensis
- Hypercompe bricenoi
- Hypercompe burmeisteri
- Hypercompe campinasa - s'alimenten de Gossypium herbaceum.
- Hypercompe castronis
- Hypercompe caudata
- Hypercompe cermellii - s'alimenten de Gossypium, Plantago, Solanum.
- Hypercompe chelifer
- Hypercompe confusa
- Hypercompe conspersa
- Hypercompe contexta
- Hypercompe cotyora
- Hypercompe cretacea
- Hypercompe cunigunda - s'alimenten de Syagrus romanzoffiana.
- Hypercompe decora
- Hypercompe deflorata
- Hypercompe detecta
- Hypercompe dissimilis
- Hypercompe dognini
- Hypercompe dubia
- Hypercompe ecpantherioides
- Hypercompe eridanus - s'alimenten de Cissus, Citrus, Erythrina, Ipomoea, Musa, Panicum, Vanilla.
- Hypercompe euripides
- Hypercompe extrema
- Hypercompe flavopunctata
- Hypercompe fuscescens
- Hypercompe gaujoni
- Hypercompe hambletoni - s'alimenten de Bidens, Eriobotrya, Gossypium, Hibiscus, Manihot, Ricinus.
- Hypercompe heterogena
- Hypercompe icasia - s'alimenten d’Apium, Cecropia, Cissus, Citrus, Erechtites, Erythrina, Ipomoea, Musa, Phaseolus, Psidium, Solanum, Vanilla.
- Hypercompe indecisa - s'alimenten de Beta, Brassica, Citrus, Cucurbita, Datura, Diospyros, Fragaria, Hippeastrum, Leucanthemum, Persea, Pisum, Prunus, Ricinus, Rosa, Senecio, Solanum, Spiraea, Zea.
- Hypercompe jaguarina
- Hypercompe kennedyi
- Hypercompe kinkelini
- Hypercompe laeta
- Hypercompe lemairei
- Hypercompe leucarctioides
- Hypercompe magdelenae
- Hypercompe marcescens
- Hypercompe melanoleuca
- Hypercompe mielkei
- Hypercompe mus
- Hypercompe muzina - s'alimenten de Theobroma cacao.
- Hypercompe nemophila
- Hypercompe neurophylla
- Hypercompe nigriloba
- Hypercompe nigriplaga
- Hypercompe obscura
- Hypercompe obsolescens
- Hypercompe obtecta
- Hypercompe ockendeni
- Hypercompe ocularia
- Hypercompe ochreator
- Hypercompe orbiculata
- Hypercompe orsa- s'alimenten de Lantana, Senecio, Sphagneticola.
- Hypercompe oslari
- Hypercompe permaculata
- Hypercompe perplexa
- Hypercompe persephone
- Hypercompe persola
- Hypercompe pertestacea
- Hypercompe peruvensis
- Hypercompe praeclara
- Hypercompe robusta
- Hypercompe scribonia
- Hypercompe simplex
- Hypercompe suffusa
- Hypercompe tenebra
- Hypercompe tessellata
- Hypercompe testacea
- Hypercompe theophila
- Hypercompe trinitatis
- Hypercompe turruptianoides